# Драфт НБА 2007
Драфт НБА 2007 року відбувся 28 червня в Медісон-сквер-гарден у Нью-Йорку. Його транслювали по телебаченню в 115-ти країнах. Команди Національної баскетбольної асоціації (NBA) по черзі вибирали найкращих випускників коледжів, а також інших кандидатів, офіційно зареєстрованих для участі в драфті, зокрема іноземців.

## Драфт

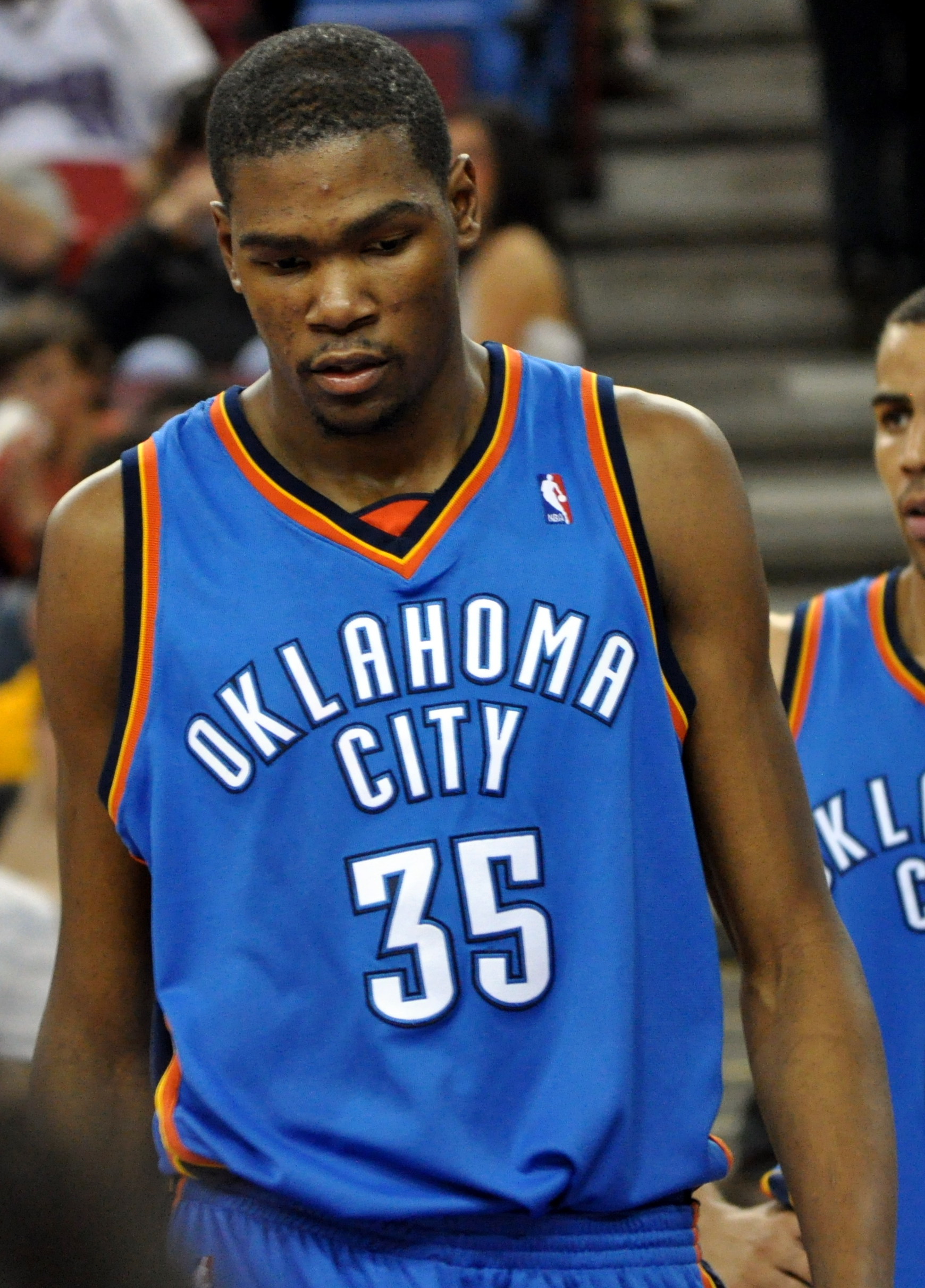
Сіетл Суперсонікс вибрали Кевіна Дюранта під другим номером.
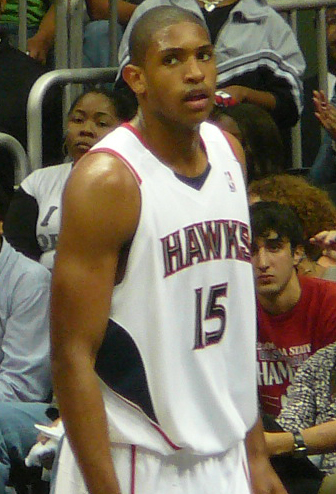
Атланта Гокс вибрали Ела Горфорда під третім номером.
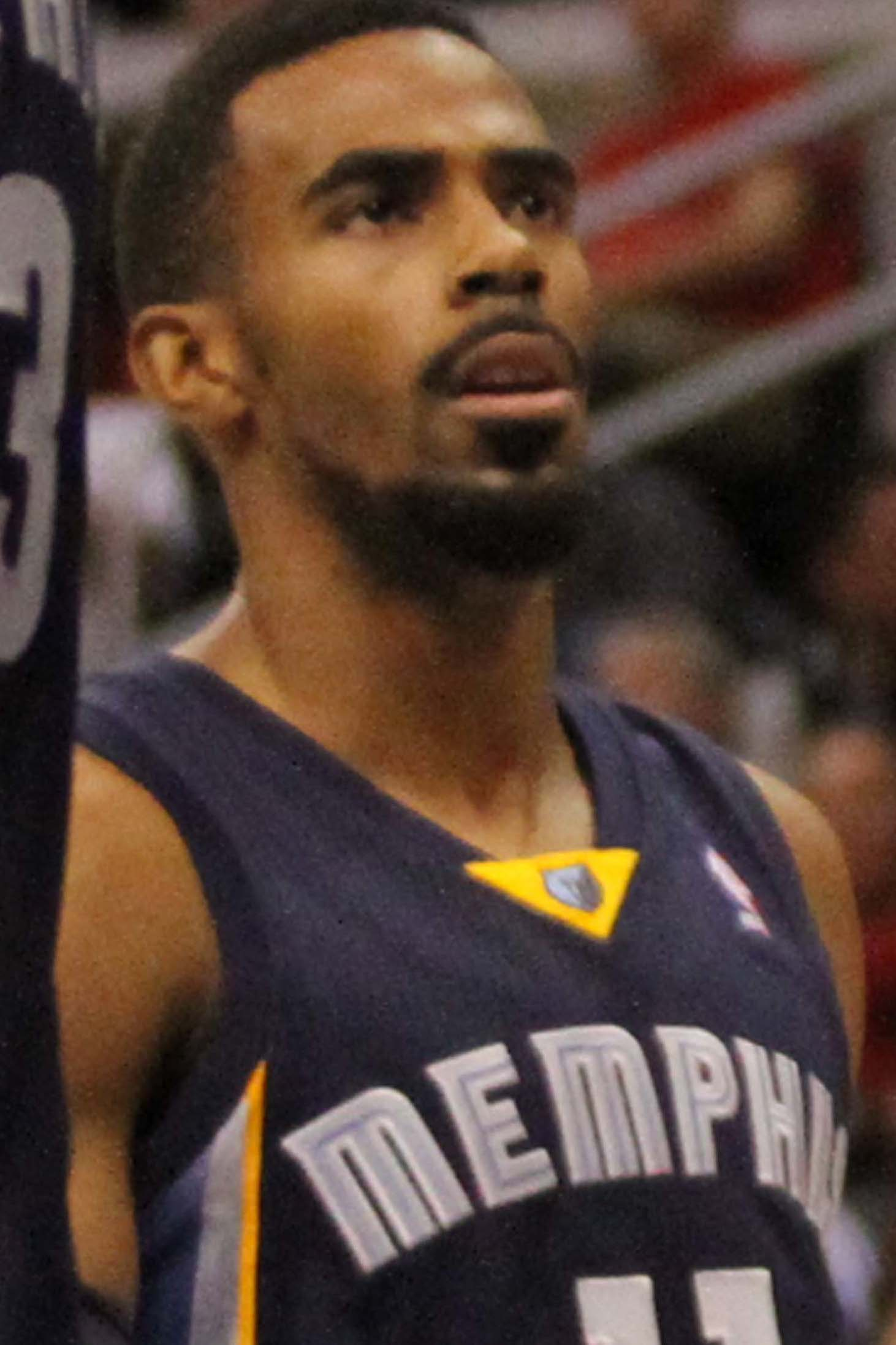
Мемфіс Ґріззліс вибрали Майка Конлі під четвертим номером.
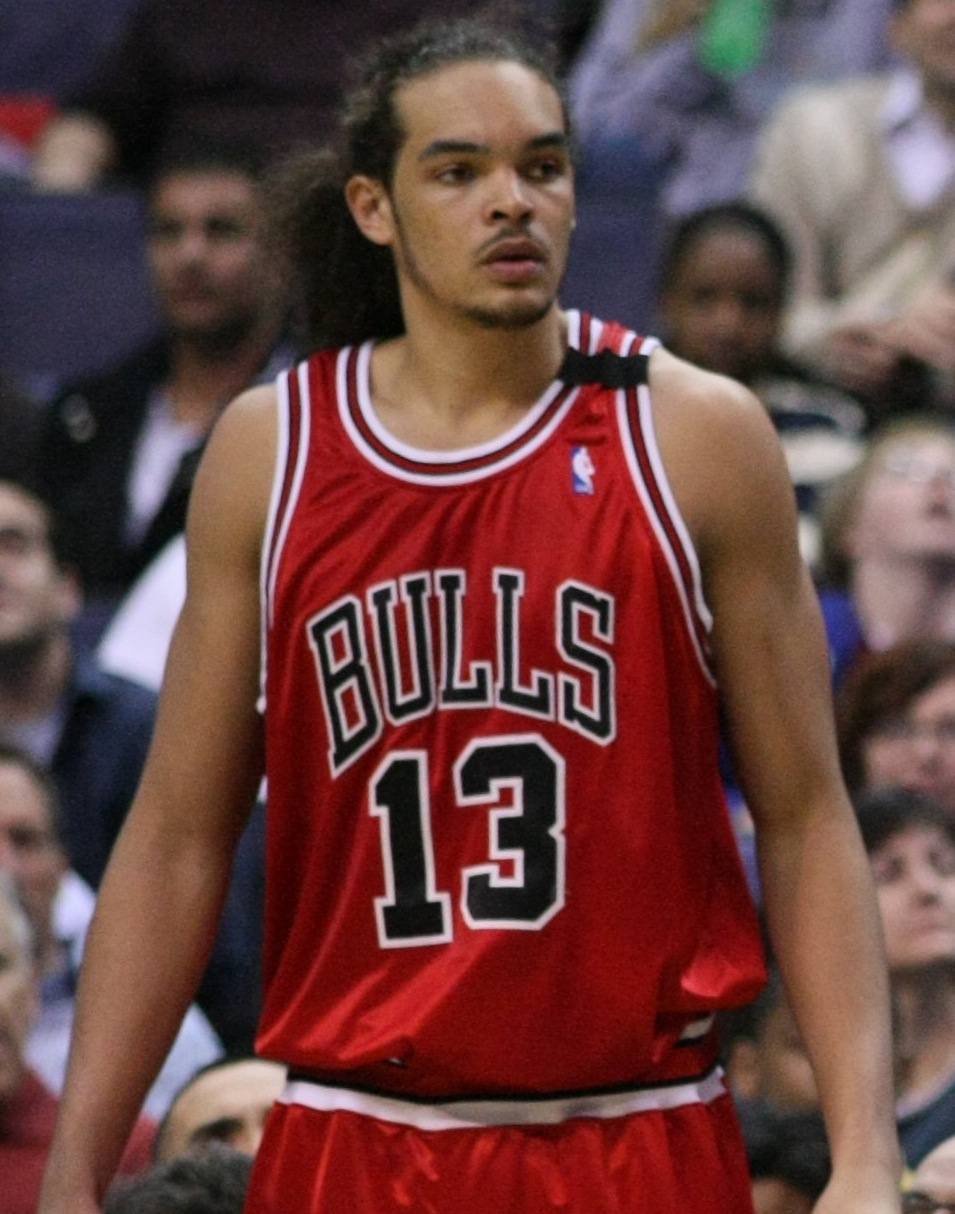
Чикаго Буллз вибрали Джоакіма Ноа під дев'ятим номером.
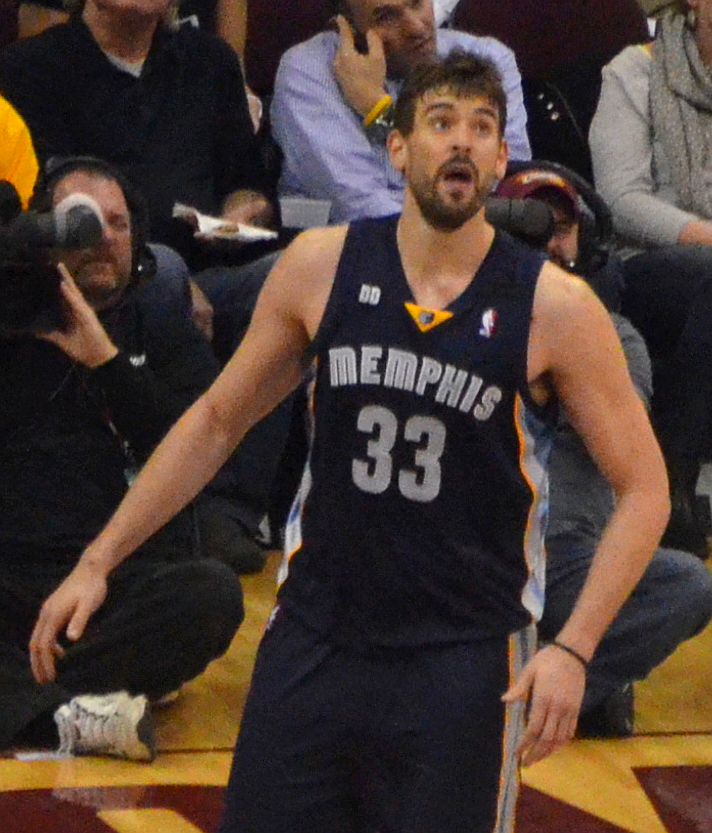
Лос-Анджелес Лейкерс вибрал Марка Газоля під 48-м номером.

| З | Захисник | Ф | Нападник | Ц | Центровий |

| * | Позначає гравців, які взяли участь принаймні в одній грі матчу всіх зірок НБА і потрапили до Збірної всіх зірок НБА |
| + | Позначає гравців, які взяли участь принаймні в одній грі матчу всіх зірок НБА                                       |
| x | Позначає гравців, які принаймні один раз потрапили до Збірної всіх зірок НБА                                        |
| # | Позначає гравців, які жодного разу не грали в регулярному сезоні НБА або плей-оф                                    |

| Раунд | Вибір | Гравець             | Позиція | Громадянство             | Команда НБА                                                                                     | Коледж/Клуб                                                                         |
| ----- | ----- | ------------------- | ------- | ------------------------ | ----------------------------------------------------------------------------------------------- | ----------------------------------------------------------------------------------- |
| 1     | 1     | Грег Оден           | Ц       | США                      | Портленд Трейл-Блейзерс                                                                         | Огайо Стейт (Фр.)                                                                   |
| 1     | 2     | Кевін Дюрант*       | ЛФ      | США                      | Сіетл Суперсонікс                                                                               | Техас (Фр.)                                                                         |
| 1     | 3     | Ел Горфорд*         | Ц       | Домініканська Республіка | Атланта Гокс                                                                                    | Флорида (Дж.)                                                                       |
| 1     | 4     | Майк Конлі          | РЗ      | США                      | Мемфіс Ґріззліс                                                                                 | Огайо Стейт (Фр.)                                                                   |
| 1     | 5     | Джефф Грін          | ЛФ      | США                      | Бостон Селтікс (проданий у Сіетл)[a]                                                            | Джорджтаун (Дж.)                                                                    |
| 1     | 6     | Ї Дзяньлянь         | ВФ      | КНР                      | Мілвокі Бакс                                                                                    | Гуандун Саутерн Тайгерс (Китай)a[›]                                                 |
| 1     | 7     | Корі Брюер          | ЛФ      | США                      | Міннесота Тімбервулвз                                                                           | Флорида (Дж.)                                                                       |
| 1     | 8     | Брендан Райт        | ВФ      | США                      | Шарлот Бобкетс (проданий у Голден-Стейт)[b]                                                     | Північна Кароліна (Фр.)                                                             |
| 1     | 9     | Джоакім Ноа*        | Ц       | Франція СШАb[›]          | Чикаго Буллз (від Нью-Йорк)[l]                                                                  | Флорида (Дж.)                                                                       |
| 1     | 10    | Спенсер Гоус        | Ц       | США                      | Сакраменто Кінґс                                                                                | Вашингтон (Фр.)                                                                     |
| 1     | 11    | Ейсі Лоу            | РЗ      | США                      | Атланта Гокс (від Індіана)[m]                                                                   | Texas A&M (Ср.)                                                                     |
| 1     | 12    | Таддеус Янг         | ВФ      | США                      | Філадельфія Севенті-Сіксерс                                                                     | Джорджия Тек (Фр.)                                                                  |
| 1     | 13    | Джуліан Райт        | ЛФ      | США                      | Нью-Орлінс Горнетс                                                                              | Канзас (Соф.)                                                                       |
| 1     | 14    | Ел Торнтон          | ЛФ      | США                      | Лос-Анджелес Кліпперс                                                                           | Флорида Стейт (Ср.)                                                                 |
| 1     | 15    | Родні Стакі         | АЗ      | США                      | Детройт Пістонс (від Орландо)[n]                                                                | Східний Вашингтон (Соф.)                                                            |
| 1     | 16    | Нік Янг             | АЗ      | США                      | Вашингтон Візардс                                                                               | УПК (Дж.)                                                                           |
| 1     | 17    | Шон Вільямс         | ВФ      | США                      | Нью-Дже́рсі Нетс                                                                                 | Бостонський коледж (Дж.)                                                            |
| 1     | 18    | Марко Белінеллі     | АЗ      | Італія                   | Голден-Стейт Ворріорс                                                                           | Фортітудо Болонья (Italy)                                                           |
| 1     | 19    | Джаваріс Кріттентон | РЗ      | США                      | Лос-Анджелес Лейкерс                                                                            | Джорджия Тек (Фр.)                                                                  |
| 1     | 20    | Джейсон Сміт        | ВФ      | США                      | Маямі Гіт (проданий у Філадельфія)[c]                                                           | Колорадо Стейт (Дж.)                                                                |
| 1     | 21    | Декуан Кук          | АЗ      | США                      | Філадельфія Севенті-Сіксерс (від Денвер,[o] проданий у Маямі)[c]                                | Огайо Стейт (Фр.)                                                                   |
| 1     | 22    | Джеред Дадлі        | ЛФ      | США                      | Шарлот Бобкетс (від Торонто через Клівленд)[p]                                                  | Бостонський коледж (Ср.)                                                            |
| 1     | 23    | Вілсон Чендлер      | ЛФ      | США                      | Нью-Йорк Нікс (від Чикаго)[l]                                                                   | Де Пол (Соф.)                                                                       |
| 1     | 24    | Руді Фернандес      | АЗ      | Іспанія                  | Фінікс Санз (від Клівленд через Бостон,[q] проданий у Портленд)[d]                              | Joventut Badalona (Іспанія)                                                         |
| 1     | 25    | Морріс Елмонд       | АЗ      | США                      | Юта Джаз                                                                                        | Райс Оулз (баскетбол) (Ср.)                                                         |
| 1     | 26    | Аарон Брукс         | РЗ      | США                      | Х'юстон Рокетс                                                                                  | Орегон (Ср.)                                                                        |
| 1     | 27    | Аррон Аффлало       | АЗ      | США                      | Детройт Пістонс                                                                                 | УКЛА (Дж.)                                                                          |
| 1     | 28    | Тьяго Спліттер      | Ц       | Бразилія                 | Сан-Антоніо Сперс                                                                               | TAU Cerámica (Іспанія)                                                              |
| 1     | 29    | Аландо Такер        | ЛФ      | США                      | Фінікс Санз                                                                                     | Вісконсін (Ср.)                                                                     |
| 1     | 30    | Петтері Копонен#    | АЗ      | Фінляндія                | Філадельфія Севенті-Сіксерс (від Даллас через Голден-Стейт і Денвер,[o] проданий у Портленд)[e] | Tapiolan Honka (Фінляндія)                                                          |
| 2     | 31    | Карл Лендрі         | ВФ      | США                      | Сіетл Суперсонікс (від Мемфіс,[s] проданий у Х'юстон)[f]                                        | Пердью (Ср.)                                                                        |
| 2     | 32    | Гейб Прюїтт         | РЗ      | США                      | Бостон Селтікс                                                                                  | УПК (Дж.)                                                                           |
| 2     | 33    | Маркус Вільямс      | ЛФ      | США                      | Сан-Антоніо Сперс (від Мілвокі)[t]                                                              | Аризона (Соф.)                                                                      |
| 2     | 34    | Нік Фазекас         | ВФ      | США                      | Даллас Маверікс (від Атланта)[u]                                                                | Невада (Ср.)                                                                        |
| 2     | 35    | Глен Девіс          | ВФ      | США                      | Сіетл Суперсонікс (проданий у Бостон)[a]                                                        | ЛСЮ (Дж.)                                                                           |
| 2     | 36    | Джермарео Девідсон  | ВФ      | США                      | Голден-Стейт Ворріорс (від Міннесота,[v] проданий у Шарлотт)[b]                                 | Алабама (Ср.)                                                                       |
| 2     | 37    | Джош Макробертс     | ВФ      | США                      | Портленд Трейл-Блейзерс                                                                         | Дьюк (Соф.)                                                                         |
| 2     | 38    | Кирило Фесенко      | Ц       | Україна                  | Філадельфія Севенті-Сіксерс (від Нью-Йорк через Чикаго,[w] проданий у Юта)[g]                   | СК Черкаси (Україна))                                                               |
| 2     | 39    | Станко Барач#       | Ц       | Хорватія                 | Маямі Гіт (від Сакраменто через Юта і Орландо,[x] проданий у Індіана)[h]                        | Široki Brijeg ([[Чемпіонат Боснії і Герцеговини з баскетболу\|Боснія і Герцеговина) |
| 2     | 40    | Сунь Юе             | ЛФ      | КНР                      | Лос-Анджелес Лейкерс (від Шарлотт)[y]                                                           | Beijing Olympians (ABA)                                                             |
| 2     | 41    | Кріс Річард         | ВФ      | США                      | Міннесота Тімбервулвз (від Філадельфія)[z]                                                      | Флорида (Ср.)                                                                       |
| 2     | 42    | Деррік Баєрс        | АЗ      | США                      | Портленд Трейл-Блейзерс (від Індіана,[aa] проданий у Філадельфія)[e]                            | Вандербілт (Ср.)                                                                    |
| 2     | 43    | Адам Галушка#       | АЗ      | США                      | Нью-Орлінс Горнетс                                                                              | Айова (Ср.)                                                                         |
| 2     | 44    | Рейшон Террі#       | ЛФ      | США                      | Орландо Меджик (проданий у Даллас)[i]                                                           | Північна Кароліна (Ср.)                                                             |
| 2     | 45    | Джаред Джордан#     | РЗ      | США                      | Лос-Анджелес Кліпперс                                                                           | Marist (Ср.)                                                                        |
| 2     | 46    | Стефан Ласме        | ВФ      | Габон                    | Голден-Стейт Ворріорс (від Нью-Джерсі)[ab]                                                      | Массачусетс (Ср.)                                                                   |
| 2     | 47    | Домінік Макгвайр    | ЛФ      | США                      | Вашингтон Візардс                                                                               | Фресно Стейт (Дж.)                                                                  |
| 2     | 48    | Марк Газоль*        | Ц       | Іспанія                  | Лос-Анджелес Лейкерс (проданий у Мемфіс)                                                        | Акасваю Жирона (Іспанія)                                                            |
| 2     | 49    | Аарон Грей          | Ц       | США                      | Чикаго Буллз (від Голден-Стейт через Фінікс, Бостон і Денвер)[ac]                               | Піттсбург (Ср.)                                                                     |
| 2     | 50    | Реналдас Сейбутіс#  | АЗ      | Литва                    | Даллас Маверікс (від Маямі через ЛА Лейкерс)[ad]                                                | Марусі (Греція)                                                                     |
| 2     | 51    | Джеймсон Каррі      | РЗ      | США                      | Чикаго Буллз (від Денвер)[ac]                                                                   | Оклахома Стейт (Дж.)                                                                |
| 2     | 52    | Тауріан Грін        | РЗ      | Грузіяc[›]               | Портленд Трейл-Блейзерс (від Торонто)[ae]                                                       | Флорида (Дж.)                                                                       |
| 2     | 53    | Деметріс Ніколс     | ЛФ      | США                      | Портленд Трейл-Блейзерс (від Чикаго,[af] проданий у Нью-Йорк)[j]                                | Сірак'юс (Ср.)                                                                      |
| 2     | 54    | Бред Ньюлі#         | ЛФ      | Австралія                | Х'юстон Рокетс (від Клівленд через Орландо)[ag]                                                 | Townsville Crocodiles (Австралія)                                                   |
| 2     | 55    | Герберт Гілл#       | ВФ      | США                      | Юта Джаз (проданий у Філадельфія)[g]                                                            | Провіденс (Ср.)                                                                     |
| 2     | 56    | Рамон Сешинс        | РЗ      | США                      | Мілвокі Бакс (від Х'юстон)[ah]                                                                  | Невада (Дж.)                                                                        |
| 2     | 57    | Семмі Мехія#        | АЗ      | Домініканська Республіка | Детройт Пістонс                                                                                 | Де Пол (Ср.)                                                                        |
| 2     | 58    | Йоргос Прінтезіс#   | ВФ      | Греція                   | Сан-Антоніо Сперс (проданий у Торонто)[k]                                                       | Олімпія Ларисса (Греція)                                                            |
| 2     | 59    | Ді Джей Строберрі   | РЗ      | США                      | Фінікс Санз                                                                                     | Меріленд (Ср.)                                                                      |
| 2     | 60    | Мілован Ракович#    | Ц       | Сербія                   | Даллас Маверікс (проданий у Орландо)[i]                                                         | Мега Ішрана (Сербія)                                                                |

1. ↑  Громадянство означає національну збірну гравця, або яку країну він представляє. Якщо гравець не грав на міжнародному рівні, тоді цей пункт означає за збірну якої країни він може грати за правилами FIBA.

^ a: Ведуться суперечки стосовно року народження Ї Дзяньляня, кілька джерел стверджують, що китайські функціонери фальсифікували його як 1987 замість 1984, щоб збільшити тривалість його участі в міжнародних юнацьких змаганнях.

^ b: Джоакім Ноа, який народився в США від французького батька і шведської матері, має подвійне громадянство США і Франції. Він грав за збірну Франції починаючи з 2011 року.

^ c: Тауріан Грін, який народився в США, 2010 року став натуралізованим громадянином Грузії. Він грав за Збірну Грузії починаючи з 2010 року.

## Помітні гравці, яких не задрафтовано

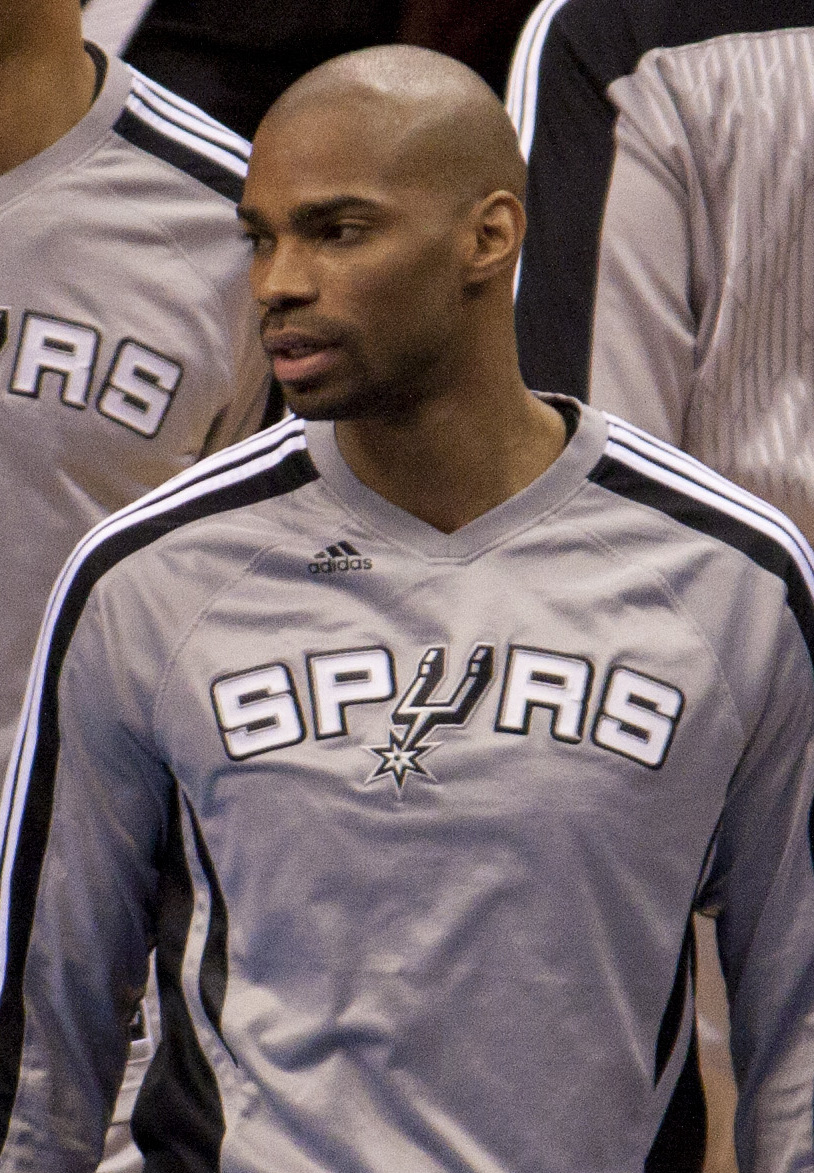
Жодна команда не вибрала Джері Ніла на драфті, але 2010 року він підписав контракт із Сан-Антоніо Сперс.

Цих гравців не обрано на драфті 2007 року, але вони зіграли принаймні одну гру в НБА.
| Гравець         | Позиція | Громадянство         | Коледж/Клуб                              |
| --------------- | ------- | -------------------- | ---------------------------------------- |
| Блейк Айгерн    | РЗ      | США                  | Міссурі Стейт (Sr.)                      |
| Джоель Ентоні   | Ц       | Канада               | УНВЛ (Sr.)                               |
| Густаво Айон    | Ц/ВФ    | Мексика              | Фуенлабрада (баскетбольний клуб) (Spain) |
| Боббі Браун     | РЗ      | США                  | Кал Стейт Фуллертон (Sr.)                |
| Ерік Доусон     | ВФ/Ц    | США                  | Мідвестерн Стейт (Sr.)                   |
| Забіан Доуделл  | РЗ      | США                  | Вірджинія Тек (Sr.)                      |
| Айван Джонсон   | ВФ      | США                  | Кал Стейт Сан-Бернардіно (Sr.)           |
| Трей Джонсон    | АЗ      | США                  | Джексон Стейт (Sr.)                      |
| Кобі Карл       | АЗ      | США                  | Бойсі Стейт (Sr.)                        |
| Картьє Мартін   | АЗ/ЛФ   | США                  | Канзас Стейт (Sr.)                       |
| Джері Ніл       | АЗ      | США                  | Тоусон (Sr.)                             |
| Мустафа Шакур   | РЗ      | США                  | Аризона (Sr.)                            |
| Кортні Сімз     | Ц       | США                  | Мічиган (Sr.)                            |
| Мірза Телетович | ВФ      | Боснія і Герцеговина | Басконія (Spain)                         |
| Ентоні Толлівер | ВФ      | США                  | Крейгтон (Sr.)                           |
| Деррил Воткінс  | Ц       | США                  | Сірак'юс (Sr.)                           |
| Маріо Вест      | З       | США                  | Джорджия Тек (Sr.)                       |

## Драфтова лотерея
НБА щорічно проводить лотерею перед драфтом, щоб визначити порядок вибору на драфті командами, які не потрапили до плей-оф у попередньому сезоні. Кожна команда, яка не потрапила до плей-оф, має шанс виграти один з трьох перших виборів, проте клуби, які показали найгірше співвідношення перемог до поразок у минулому сезоні, мають найбільші шанси на це. Після того, як визначено перші три вибори, решта команд відсортовуються відповідно до їх результатів у попередньому сезоні. Для команд з однаковим співвідношенням перемог до поразок 20 квітня НБА провела кидання жереба.
Лотерея відбулась 22 травня в Секаукусі Нью-Джерсі. The Портленд Трейл-Блейзерс, які мали сьоме найгірше співвідношення перемог до поразок у попередньому сезоні, виграли лотерею, маючи шанс лише 5.3%. Блейзерс учетверте виграли перший загальний драфт-пік і вперше виграли драфтову лотерею, з моменту її введення на драфті 1985. Сіетл Суперсонікс, які мали п'яте найгірше співвідношення перемог до поразок, і Атланта Гокс з четвертим таким показником, здобули друге і третє право вибору відповідно.
Троє команд, які мали найгірші показники —Мемфіс Ґріззліс, Бостон Селтікс і Мілвокі Бакс — отримали четверте, п'яте і шосте місця відповідно. Це найгірший можливий для них підсумок лотереї.
Нижче вказано шанси для кожної з команд витягнути певний номер під час драфтової лотереї 2007 року, числа округлено до третьої цифри після коми:
| ^ | Позначає дійсні результати лотереї |

| Команда                     | Результати в сезоні 2006–2007 | Шанси в лотереї | Вибір | Вибір | Вибір | Вибір | Вибір | Вибір | Вибір | Вибір | Вибір | Вибір | Вибір | Вибір | Вибір | Вибір |
| Команда                     | Результати в сезоні 2006–2007 | Шанси в лотереї | 1-й   | 2-й   | 3-й   | 4-й   | 5-й   | 6-й   | 7-й   | 8-й   | 9-й   | 10-й  | 11-й  | 12-й  | 13-й  | 14th  |
| --------------------------- | ----------------------------- | --------------- | ----- | ----- | ----- | ----- | ----- | ----- | ----- | ----- | ----- | ----- | ----- | ----- | ----- | ----- |
| Мемфіс Ґріззліс             | 22–60                         | 250             | ,250  | ,215  | ,178  | ,357^ | —     | —     | —     | —     | —     | —     | —     | —     | —     | —     |
| Бостон Селтікс              | 24–58                         | 199             | ,199  | ,188  | ,171  | ,319  | ,123^ | —     | —     | —     | —     | —     | —     | —     | —     | —     |
| Мілвокі Бакс                | 28–54                         | 156             | ,156  | ,157  | ,156  | ,226  | ,265  | ,041^ | —     | —     | —     | —     | —     | —     | —     | —     |
| Атланта Гокс1[›]            | 30–52                         | 119             | ,119  | ,126  | ,133^ | ,099  | ,350  | ,161  | ,013  | —     | —     | —     | —     | —     | —     | —     |
| Сіетл Суперсонікс           | 31–51                         | 88              | ,088  | ,097^ | ,107  | —     | ,261  | ,359  | ,084  | ,004  | —     | —     | —     | —     | —     | —     |
| Міннесота Тімбервулвз       | 32–50                         | 53              | ,053  | ,060  | ,070  | —     | —     | ,439  | ,331^ | ,046  | ,001  | —     | —     | —     | —     | —     |
| Портленд Трейл-Блейзерс     | 32–50                         | 53              | ,053^ | ,060  | ,070  | —     | —     | —     | ,572  | ,226  | ,018  | ,000  | —     | —     | —     | —     |
| Шарлот Бобкетс              | 33–49                         | 19              | ,019  | ,022  | ,027  | —     | —     | —     | —     | ,725^ | ,196  | ,011  | ,000  | —     | —     | —     |
| Нью-Йорк Нікс2[›]           | 33–49                         | 19              | ,019  | ,022  | ,027  | —     | —     | —     | —     | —     | ,784^ | ,143  | ,005  | ,000  | —     | —     |
| Сакраменто Кінґс            | 33–49                         | 18              | ,018  | ,021  | ,025  | —     | —     | —     | —     | —     | —     | ,846^ | ,087  | ,002  | ,000  | —     |
| Індіана Пейсерз3[›]         | 35–47                         | 8               | ,008  | ,009  | ,012  | —     | —     | —     | —     | —     | —     | —     | ,907^ | ,063  | ,001  | ,000  |
| Філадельфія Севенті-Сіксерс | 35–47                         | 7               | ,007  | ,008  | ,010  | —     | —     | —     | —     | —     | —     | —     | —     | ,935^ | ,039  | ,000  |
| Нью-Орлінс Горнетс          | 39–43                         | 6               | ,006  | ,007  | ,009  | —     | —     | —     | —     | —     | —     | —     | —     | —     | ,960^ | ,018  |
| Лос-Анджелес Кліпперс       | 40–42                         | 5               | ,005  | ,006  | ,007  | —     | —     | —     | —     | —     | —     | —     | —     | —     | —     | ,982^ |

^ 1: Драфт-пік Атланта Гокс перейшов би до Фінікс Санз, якби він не був у топ-3.[r]

^ 2: Право вибору Нью-Йорк Нікс перейшло до Чикаго Буллз.[l]

^ 3: Драфт-пік Індіана Пейсерз перейшов до Атланта Гокс, оскільки він не потрапив до топ-10.[m]